# باول لورينتسن
باول لورينتسن أو باول لوغينتسن (Paul Lorenzen) كان فيلسوفاً ورِياضِياتياً ألمانياً. وُلد في كيل في 24 مارس/آذار سنة 1915 و توفي في غوتينغن يومَ الأول من أكتوبر/تشرين الأول سنة 1994 بعُمرِ 79 عاماً.

درسَ الفيزياء والكيمياء والفلسفة في مُدُنِ كيل وبرلين وغوتينبيرغ. وأسَّسَ مع فيلهم كَمْلاه مدرسة إرلانغنر في الفلسفة البنائية.